# فرانسيا ماركيز
فرانسيا ماركيز (مواليد 1982)، هي ناشطة في مجال حقوق الإنسان والبيئة كولومبية. تشغل منصب نائبة رئيس كولومبيا من 2022، وهي أول امرأة سوداء تصبح نائبة لرئيس كولومبيا.
أصبحت ناشطة لأول مرة في سن 13، عندما كان بناء السدود يهدد مجتمعها. أدت معارضتها لتعدين الذهب في بلدية مسقط رأسها
حصلت على جائزة جولدمان للبيئة في عام 2018 لعملها في وقف التنقيب غير القانوني عن الذهب في مجتمعها المحلي في لا توما وتنظيم مسيرة احتجاجية لـ 80 امرأة قطعت مسافة 350 ميلاً إلى العاصمة بوغوتا للمطالبة بإزالة كل ما هو غير قانوني من عمال المناجم والمعدات من مجتمعهن.

## حياتها
ولدت في 1 ديسمبر 1981 في قرية يولومبو الواقعة في بلدية سواريز التابعة لمقاطعة كاوكا، وهي أم لطفلين. والداها عاملان في المناجم، ذهبت لدراسة القانون في جامعة سانتياغو دي كالي. اشتغلت في قطاع تنظيف البيوت

## سباق الرئاسة 2022
في أغسطس 2020 أعلنت فرانسيا ماركيز أنها ستخوض الانتخابات الرئاسية لعام 2022. في أبريل 2021 وفي إطار المؤتمر الوطني للنسوية قدمت فرانسيا ترشيحها رسميًا، وقدمت حركة نحن جاهزون دعمها لها وللمرشحة الأولية أيضًا أنجيلا ماريا روبليدو.